# Lanza (diario)
Lanza es un periódico español publicado de forma diaria en Ciudad Real entre 1943 y 2017. Existe en la actualidad una versión digital.

## Historia
Desde el final de la Guerra civil, en 1939, la provincia de Ciudad Real no contaba con ningún periódico. El jefe provincial de FET y de las JONS, José Gutiérrez Ortega, puso en marcha un nuevo periódico que comenzó a editarse en 1943. Lanza, que publicó su primer número el 20 de mayo de 1943, perteneció originalmente a la jefatura provincial de FET y de las JONS; no obstante, tiempo después pasaría a depender de la Diputación provincial de Ciudad Real.
Su primer director fue José Gutiérrez Ortega, quien sería sustituido en 1969 por Carlos María San Martín.
El diario continuaría editándose hasta su desaparición en mayo de 2017. Existe en la actualidad una versión digital.